# 里柴因河畔布雷滕费尔德
里柴因河畔布雷滕费尔德是奥地利施蒂利亚州费尔德巴赫县的一个市镇。总面积13.22平方公里，总人口815人，人口密度61.6人/平方公里（2001年）。